# Lossen
Lossen (Lynx) er et stjernebillede på den nordlige himmelkugle.